# Phòng chat
Thuật ngữ phòng trò chuyện, hoặc phòng chat, chủ yếu được sử dụng để mô tả bất kỳ hình thức hội nghị đồng bộ nào, đôi khi thậm chí là hội nghị không đồng bộ. Do đó, thuật ngữ này có thể có nghĩa là bất kỳ công nghệ nào, từ trò chuyện trực tuyến trong khoảng thời gian thực và tương tác trực tuyến với người lạ (ví dụ: cộng đồng trực tuyến) đến môi trường xã hội đồ họa hoàn toàn nhập vai.
Việc chính khi sử dụng một phòng trò chuyện là để chia sẻ thông tin bằng văn bản với một nhóm người dùng khác. Nói chung, khả năng trò chuyện với nhiều người trong cùng một cuộc trò chuyện sẽ phân biệt các phòng trò chuyện với các chương trình nhắn tin tức thời, thường được thiết kế để trao đổi, giao tiếp một-một. Người dùng trong một phòng trò chuyện cụ thể thường được kết nối qua internet chung hoặc kết nối tương tự khác, và các phòng trò chuyện tồn tại phục vụ cho nhiều đối tượng. Công nghệ mới đã cho phép sử dụng tính năng chia sẻ tệp và webcam trong một số chương trình. Đây sẽ được coi là một phòng chat.
Nói một cách dễ hiểu, chatroom là hình thức thảo luận trực tiếp trên Internet, bạn có thể thảo luận, trao đổi và nhận được câu trả lời hầu như ngay lập tức, cũng tương tự như khi bạn nói chuyện qua điện thoại vậy. Để giới hạn chủ đề, thông thường người ta chia ra thành các Chatroom theo 1 chủ đề nào đó, ví dụ theo khu vực, theo lứa tuổi,...

## Lịch sử
Hệ thống trò chuyện đầu tiên được Chính phủ Hoa Kỳ sử dụng vào năm 1971. Nó được phát triển bởi Murray Turoff, một tiến sĩ trẻ từ Berkeley, và việc sử dụng đầu tiên là trong thời gian đóng băng giá lương của Tổng thống Nixon theo Dự án Delphi. Hệ thống được gọi là EMISARI và sẽ cho phép 10 văn phòng khu vực liên kết với nhau trong một cuộc trò chuyện trực tuyến thông qua thời gian thực được gọi là đường dây của bữa tiệc. Nó được sử dụng cho đến năm 1986. Hệ thống trò chuyện trực tuyến công khai đầu tiên được gọi là Talkomatic, được tạo bởi Doug Brown và David R. Woolley vào năm 1973 trên Hệ thống PLATO tại Đại học Illinois. Nó cung cấp một số kênh, mỗi kênh có thể chứa tối đa năm người, với các thông báo xuất hiện trên từng màn hình của từng người dùng khi họ đăng nhập. Talkomatic rất phổ biến đối với người dùng PLATO vào giữa những năm 1980. Vào năm 2014 Brown và Woolley đã phát hành một phiên bản Talkomatic dựa trên web. Dịch vụ trò chuyện trực tuyến chuyên dụng đầu tiên  được phổ biến rộng rãi cho công chúng là CompuServe CB Simulator vào năm 1980, được tạo bởi giám đốc điều hành CompuServe Alexander "Sandy" Trevor ở Columbus, Ohio. Các phòng chat đã trở nên phổ biến với AOL Jarkko Oikarinen đã tạo Internet Relay Chat (IRC) vào năm 1988. Nhiều khách hàng ngang hàng có phòng trò chuyện, ví dụ: Ares Galaxy, eMule, Filetopia, Retroshare, Vuze, WASTE, WinMX, v.v.

## Môi trường đa người dùng đồ họa
Các phòng trò chuyện trực quan thêm đồ họa vào trải nghiệm trò chuyện, ở dạng 2D hoặc 3D (sử dụng công nghệ thực tế ảo). Chúng được đặc trưng bằng cách sử dụng biểu diễn đồ họa của người dùng, hình đại diện (các yếu tố ảo như trò chơi (đặc biệt là trò chơi trực tuyến nhiều người chơi)) và tài liệu giáo dục thường được phát triển bởi các chủ sở hữu trang web cá nhân, nói chung đơn giản là người dùng hệ thống cao cấp hơn Các môi trường phổ biến nhất, chẳng hạn như The Palace, cũng cho phép người dùng tạo hoặc xây dựng không gian riêng của họ. Một số trải nghiệm trò chuyện 3D phổ biến nhất là IMVU và Second Life.
Một số phòng trò chuyện trực tuyến cũng kết hợp truyền thông âm thanh và video, để người dùng thực sự có thể nhìn và nghe thấy nhau.

## Trò chơi
Tại phòng chat cũng có tính năng trò chơi để người dùng giải trí. Trò chơi thường được thực hiện bởi một quy trình bên ngoài, chẳng hạn như bot IRC sẽ tham gia phòng để tiến hành trò chơi. Trò chơi đố vui câu hỏi là phổ biến nhất. Một ví dụ lịch sử là Hunt the Wumpus. Bên cạnh đó, có một kiểu chơi trò chơi dựa trên văn bản tương tự nhưng phức tạp hơn là MUD, trong đó người chơi tương tác trong môi trường giả tưởng tương tác văn bản.

## Quy tắc ứng xử
Phòng trò chuyện, đặc biệt là những phòng dành cho trẻ em, thường có các quy tắc yêu cầu người dùng tuân theo. Các quy tắc thường được phải được chấp thuận trước khi vào, trên trang web hoặc biểu ngữ kiểu MOTD trong trường hợp IRC và các hệ thống trò chuyện dựa trên văn bản khác. Các quy tắc thường không cho phép người dùng sử dụng ngôn ngữ xúc phạm / thô lỗ hoặc để kích hoạt sự tranh cãi, ghét bỏ, bạo lực và các vấn đề tiêu cực khác. Quy tắc cũng ngăn cấm các hành vi mạo danh người dùng khác. Bên cạnh đó, các phòng trò chuyện thường không cho phép quảng cáo hoặc "tràn ngập" mẫu quảng cáo đầy màn hình một cách lặp đi lặp lại. Những người vi phạm các quy tắc này có thể bị mời ra (tạm thời bị đẩy ra khỏi phòng, nhưng được phép quay lại) hoặc bị cấm hoàn toàn trên cơ sở tạm thời hoặc vĩnh viễn. Đôi khi các địa điểm trong phòng trò chuyện được kiểm duyệt bằng cách giới hạn người nói (không phổ biến), nhận xét được phê duyệt bởi người điều hành (thường được trình bày khi đặt câu hỏi của khách hoặc người nổi tiếng) hoặc yêu cầu kiểm duyệt tuần tra xem có gây rối không hoặc hành vi không mong muốn khác. Tuy nhiên, hầu hết các phòng trò chuyện được sử dụng rộng rãi thường không được kiểm duyệt để người dùng có thể trò chuyện thoải mái với những người trong phòng khác.